# Gennadi Gerasimov
Gennadi Ivanovich Gerasimov (en ruso, Геннадий Иванович Герасимов, 3 de marzo de 1930 - 14 de septiembre de 2010) fue el último embajador soviético en Portugal en 1990. Anteriormente fue portavoz de asuntos exteriores de Mijaíl Gorbachov y secretario de prensa de Eduard Shevardnadze.
Es conocido por haber acuñado la expresión "Doctrina Sinatra" en referencia a la política de no intervención de Gorbachov respecto a otros miembros del Pacto de Varsovia. Cuando se le preguntó, durante la visita de Mijaíl Gorbachov a Praga en 1987, cuál era la diferencia entre la Primavera de Praga y la perestroika, Gerasimov respondió: "dadle tiempo".
Fue reconocido en 1990 como Comunicador del Año por la Asociación Nacional de Comunicadores del Gobierno estadounidense (NAGC).
Se hace referencia a su persona en la canción de Billy Bragg "Moving the Goalposts".